# Megaleas
For the ancient individual, see Megaleas of Macedon
Megaleas là một chi bướm ngày thuộc họ Bướm nâu.